# Hyacinthe François Joseph Despinoy
Hyacinthe François Joseph Despinoy, né le 22 mai 1764 à Valenciennes et mort le 28 décembre 1848 à Paris, est un général français de la Révolution et de l’Empire.

## Biographie
Il entre au service le 18 juillet 1780, comme cadet-gentilhomme dans le régiment de Barrois, et il devient sous-lieutenant en juillet 1784, lieutenant en septembre 1791, puis capitaine des grenadiers en mai 1792. Nommé dans l'armée du Var, il fait partie de l'expédition contre le comté de Nice avec le général Anselme. Chef de bataillon en 1793, il se distingue aux combats de Sospello, de Lantosca, de Belvéder en février et mars.
Adjudant-général cette même année, il assiste au siège de Toulon avec Dugommier qui le fait son chef d'état-major. L'adjudant-général Despinoy se montre brillamment en plusieurs occasions pendant le siège, et y est promu général de brigade le 21 décembre 1793, après avoir reçu une blessure fort grave. Après sa guérison, il va reprendre son service à l'armée des Pyrénées orientales auprès de Dugommier qui fait le siège de Collioure, et se distingue de nouveau. Le 3 novembre 1794, il présente à la Convention vingt-six drapeaux et deux guidons pris à l'ennemi. Ses discours à cette occasion sont d'un républicanisme pur et exalté.
De retour à l'armée, il se signale par d'autres exploits. Au siège de Puycerda, avec 600 hommes, il résiste pendant dix heures à des forces décuples, voit la moitié de son monde et la plupart des officiers tués ou blessés, est lui-même atteint d'une balle au bras et fait prisonnier. Rendu à la liberté à la paix avec l'Espagne, il va rejoindre Napoléon Bonaparte en Italie, se bat bravement à Mondovi, est élevé au grade de général de division le 10 juin 1796, commande tour à tour à Milan et dans la Lombardie autrichienne. C'est lui qui emporte le château de Milan (messidor 1796), après 48 heures de tranchée ouverte.
Quelque temps après, le général Despinoy reçoit la mission de détruire le fort de Fuentès et est investi du commandement de la forteresse d'Alexandrie. Vers ce temps, et pour des torts qui doivent avoir été graves, mais qui ne sont pas connus, Bonaparte retire sa confiance au général Despinoy, et le Directoire, refusant de faire droit à ses réclamations, le met à la retraite le 13 octobre 1796.
Néanmoins Bonaparte, devenu premier Consul, lui confie en 1801 le commandement de Perpignan, et en 1803, celui d'Alexandrie. Il le fait membre, puis commandeur de la Légion d'honneur, mais jusqu'au dernier jour de son règne, il lui refuse un service d'activité réelle.
M. Despinoy rend de vrais services à Alexandrie, en purgeant le pays des brigands qui l'infestent. En quittant Alexandrie en 1814, il ramène avec lui la garnison forte de 5 régiments, un bataillon de sapeurs et une compagnie de pionniers, et en outre 15 pièces d'artillerie et 32 caissons pleins de vivres. Le roi le crée en récompense chevalier de Saint-Louis et commandant de Strasbourg. Il interrompt ces fonctions pendant les Cent-Jours et les reprend au retour des Bourbons.
Chargé du commandement de la 1re division militaire (Paris) le 10 janvier 1816, le général Despinoy a le triste avantage de faire oublier les violences de son prédécesseur le général Maison et de le faire regretter. Il appelle sur lui les haines de tous les anciens soldats, envers lesquels il se montre d'un dureté inexorable. Le roi lui confère le titre de comte le 2 mars 1816 et le fait commandeur de l'ordre de Saint-Louis le 3 mai suivant. Le 21 janvier 1819, M. Despinoy est mis en non-activité, mais le 23 janvier 1821, on lui confie la 20e division militaire (Périgueux), puis la 10e (Toulouse), enfin la 12e (Nantes). Il est en outre nommé le 17 août 1822, grand officier de la Légion d'honneur.
Le général Despinoy se montre hostile à la Révolution de 1830. Il résiste quelque temps à Nantes et tente de soulever la Vendée. Arrêté par les troupes du général Lamarque, il est bientôt remis en liberté, et peu après admis à la retraite.

## Source
- « Hyacinthe François Joseph Despinoy », dans Charles Mullié, Biographie des célébrités militaires des armées de terre et de mer de 1789 à 1850, 1852 [détail de l’édition]